# 阿斯塔諾

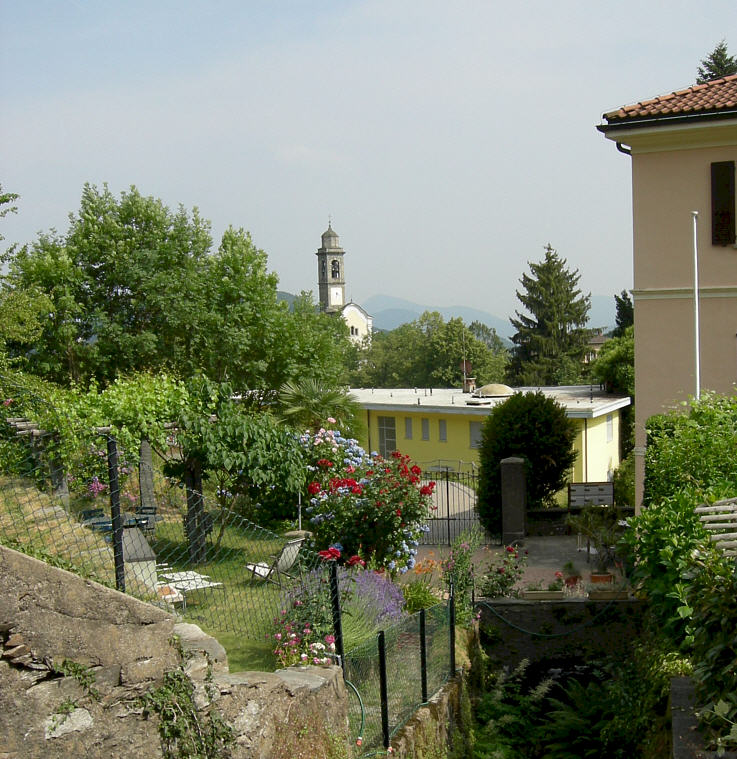

阿斯塔諾是瑞士的城鎮，位於該國南部，由提契諾州負責管轄，面積3.78平方公里，海拔高度631米，2011年人口294，六成人口信奉羅馬天主教，人口密度每平方公里78人。